# ایجی شیمومورا
ایجی شیمومورا (انگلیسی: Eiji Shimomura؛ زادهٔ ۳۱ اکتبر ۱۹۵۹) بازیکن والیبال اهل ژاپن بود.